# Burg Puchetwies

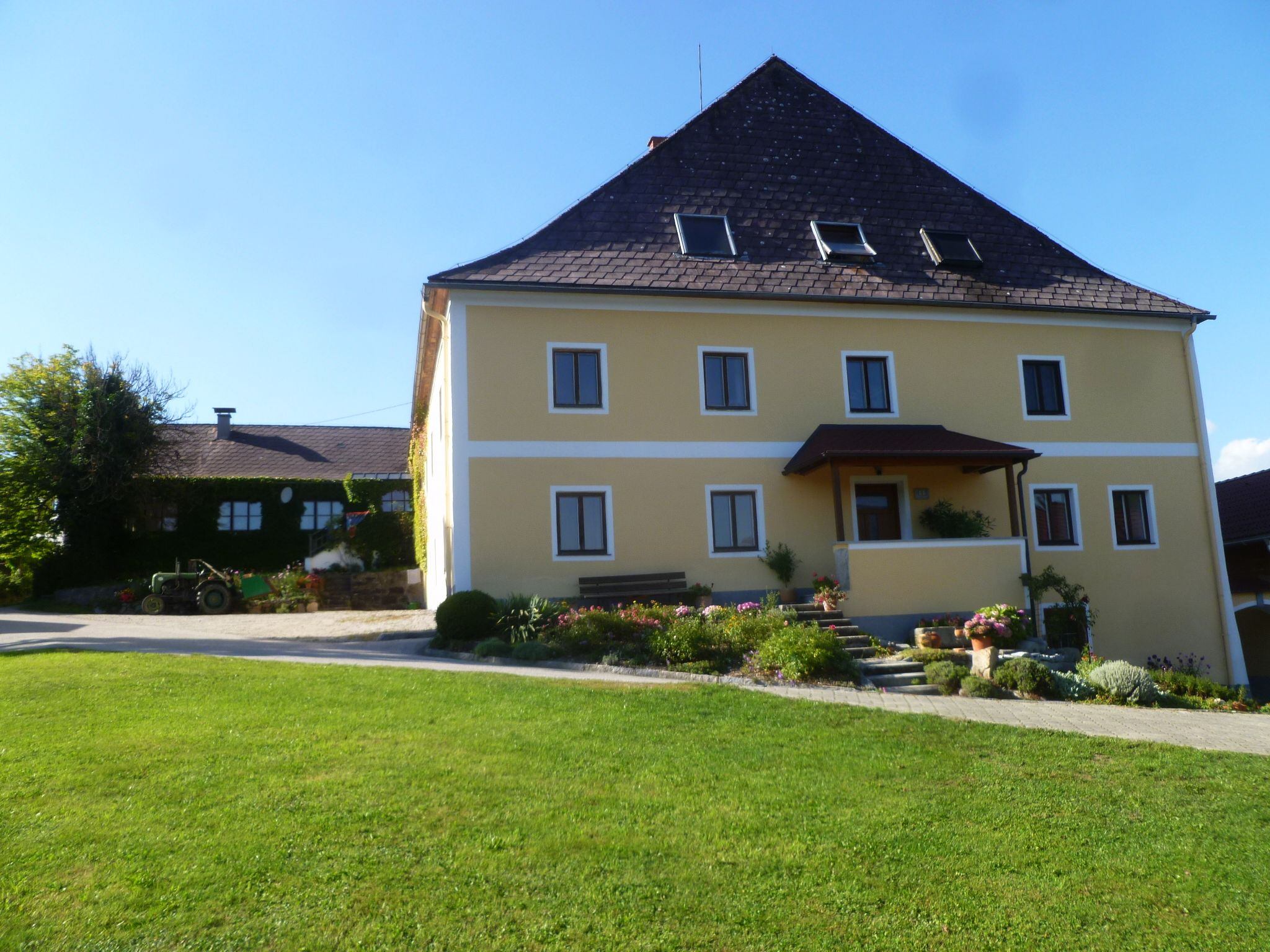
Buchetwies heute

Die Burg Puchetwies (auch Schloss Lembach genannt) lag in der Gemeinde Lembach im Mühlkreis im Bezirk Rohrbach von Oberösterreich (heute Buchetwies Nr. 9 und 11).

## Geschichte
1328 wird hier ein Christian, der Truchsess (Hofamt) von Lengenbach, erwähnt. Die Veste P(B)uchetwies wird 1413 al Sitz des Reinprecht II. von Walsee genannt („die Vest Buochetwis“) und war im landesfürstlichen Besitz. Sie soll 1427 durch die Hussiten zerstört worden sein.
Siegfried von Pollheim hat Lembach 1500 erworben und ist hier 1505 als kaiserlicher Hauptmann verstorben. Er wurde in der Familiengruft zu Wels begraben. Weitere Besitzer von Lembach waren die Starhemberger (1709–1720). Danach folgten Karl Mayrhofer, Joseph Anton Vorauer (1750) und die Riederer. 1855 wird es als Obereigentum der Starhembergschen Familien-Senorats genannt. 1871 wurde das Lehensverhältnis gelöscht. Weitere Besitzer waren das Ehepaar Fierlinger (1879), die Familie Finsterer (1896), Marie Hackl (1931) und Ignaz Winkler (1953).

Buchetwies heute
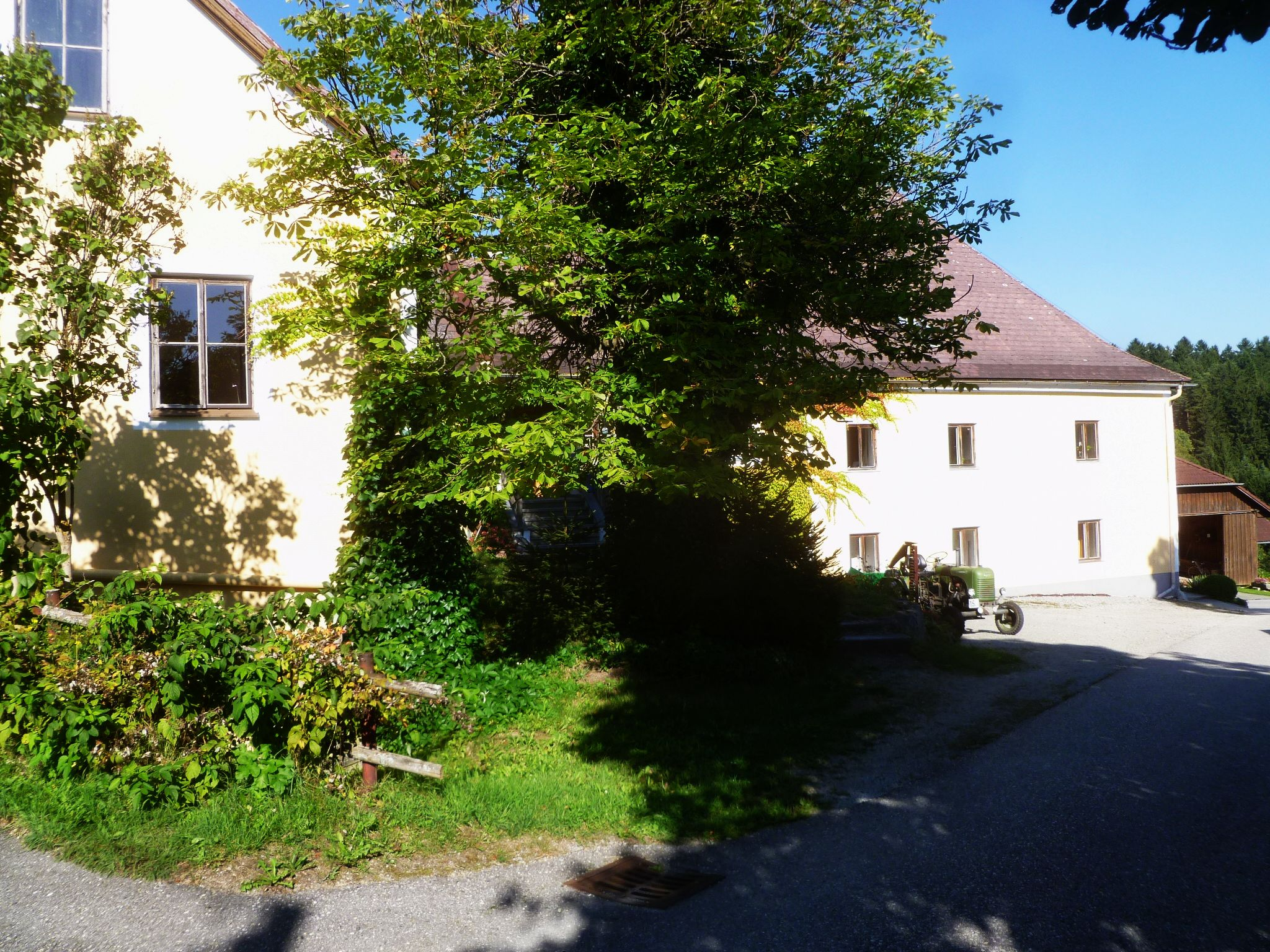
Buchetwies heute
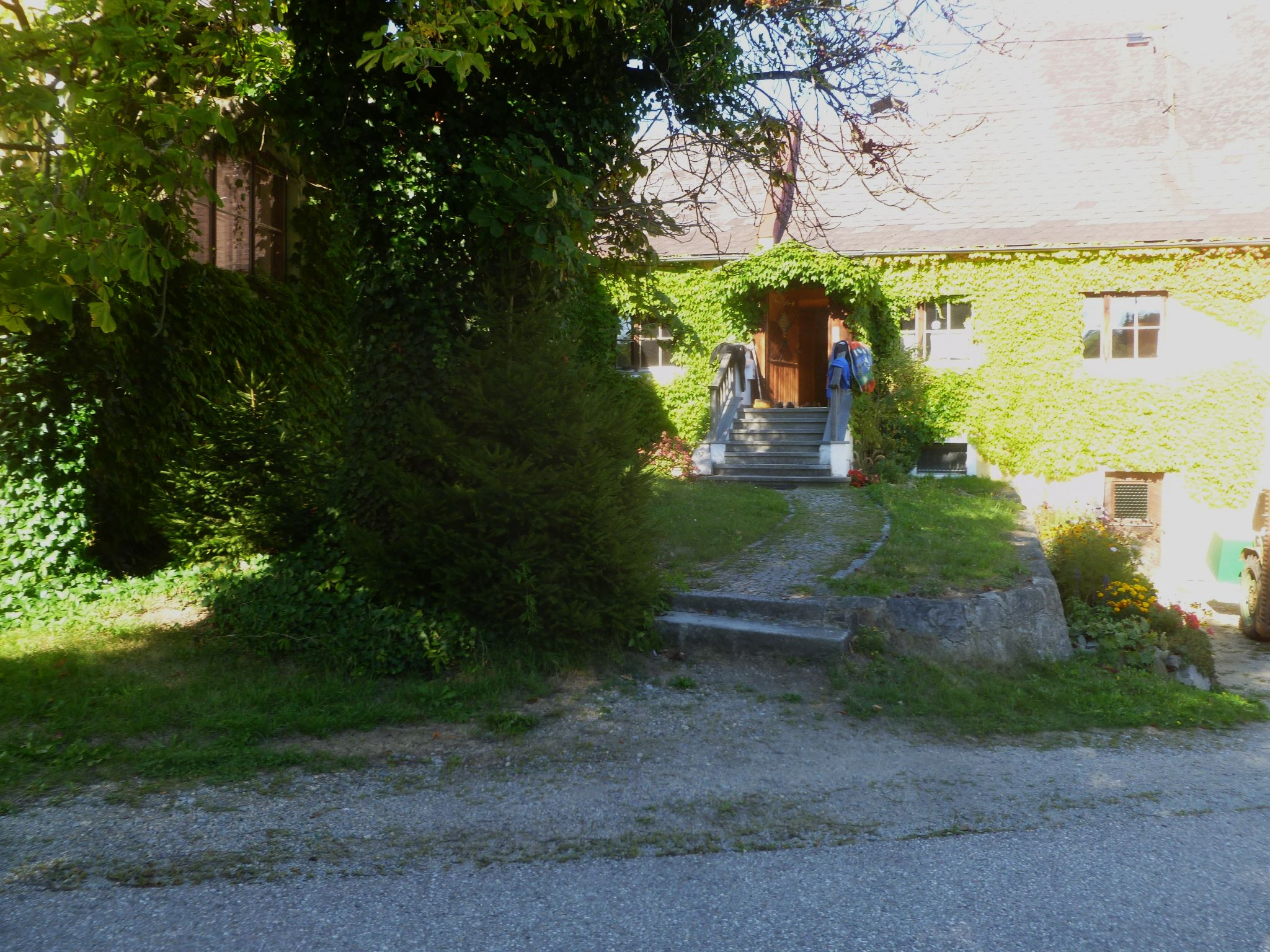
Buchetwies: Mauerteile

## Puchetwies heute
Von der Veste sollen bereits im 20. Jahrhundert nur „mehr Mauern vorhanden und diese von Gras überdeckt“ sein. Allerdings erhebt sich an der Lagestelle ein mehrflügeliger Baukomplex, der im Wesentlichen auf die Veste zurückgehen dürfte. Hier lag auch die ehemalige „Finsterer-Brauerei“. In dem Komplex soll vorübergehend auch eine Molkerei untergebracht gewesen sein. Ob das vorhandene Mauerwerk auf die ehemalige Veste rückführbar ist, muss ohne archäologische Befundung offenbleiben. Heute werden die Bauteile privat genutzt.